# 长白红景天
长白红景天（学名：Rhodiola angusta）是景天科红景天属的植物。分布在朝鲜、俄罗斯以及中国大陆的黑龙江、吉林等地，生长于海拔1,700米至2,600米的地区，多生在高山草原上和山坡石上，目前尚未由人工引种栽培。

## 别名
长白景天、乌苏里景天（东北植物检索表）